# Euthalia bangkaiana
Euthalia bangkaiana är en fjärilsart som beskrevs av Hans Fruhstorfer. Euthalia bangkaiana ingår i släktet Euthalia och familjen praktfjärilar. Inga underarter finns listade i Catalogue of Life.